# Wayne Township (Pennsylvanie)
Pour les articles homonymes, voir Wayne Township.
Wayne Township est un township, situé au sud-est du comté de Clinton, aux États-Unis,. En 2010, il comptait une population de 1 666 habitants.

## Démographie
Lors du recensement de 2010, le township comptait une population de 1 666 habitants. Elle est également estimée, en 2016, à 1 693 habitants.

### Source de la traduction
- (en) Cet article est partiellement ou en totalité issu de l’article de Wikipédia en anglais intitulé « Wayne Township, Clinton County, Pennsylvania » (voir la liste des auteurs).